# Ettore Desderi
Ettore Desderi (* 10. Dezember 1892 in Asti; † 23. November 1974 in Florenz) war ein italienischer Komponist, der vornehmlich Kirchenmusik komponierte.

## Leben und Werk
Ettore Desderi studierte am Turiner Technikum bis zur Promotion Architektur. Gleichzeitig betrieb er bei Luigi Perrachio und Ildebrando Pizzetti am Turiner Konservatorium Kompositionsstudien. Diese schloss er bei Franco Alfano in Bologna ab.
Er trat zunächst mehr als Musikschriftsteller für zeitgenössische italienische und deutsche Musik (Reger-Monographien) in italienischen und deutschen Musikzeitschriften hervor. Zugleich wirkte er als Schriftleiter des RMI nachhaltig auf Musikforschung und Musikleben ein. Er veröffentlichte das Werk La musica contemporanea (Turin, 1930).
Von 1933 bis 1941 war er Direktor des Liceo Musicale A. Vivaldi in Alessandria (Piemont). Von 1941 bis 1951 wirkte er als Kompositionslehrer am Mailänder Konservatorium. Von 1951 bis 1963 war er Direktor des Konservatoriums von Bologna.
Seit 1967 lebte Ettore Desderi in Florenz.

## Werke von  Ettore Desderi
Neben zahlreichen Chorwerken seien hier folgende Kompositionen explizit genannt:
- Intermezzi all' Antigone für Orchester (1924)
- Job, biblische Kantate (1927)
- Sinfonia Davidica für Soli, Chor und Orchester (1929)
- eine Violinsonate
- eine Cellosonate
- Missa dona pacem a cappella.
- Drei Stücke für Orgel (1958).